# Li Džičjan
Li Džičjan (kitajsko: 李繼遷), kitajski general, * 963, † 1004.
Bil je general dinastije Song.